# Anikka

Anikka est une série de deux films pornographiques réalisés par Mason et sortis en 2013 et 2014. Elle met en vedette l'actrice Anikka Albrite dans des scènes de gonzo anal et de double pénétration notamment,.

## Anikka
Pour plus de détails, voir Fiche technique et Distribution
Anikka, le premier film de la série, sort le 2 octobre 2013. Anikka Albrite y joue sa toute première scène de sexe anal ; dans cette scène, elle est accompagnée par son conjoint Mick Blue. Le film comprend aussi des scènes d'éjaculation féminine, d'éjaculation faciale, de cul à la bouche et de sexe interracial.
Il s'agit du premier film produit par le studio Hard X. Le 18 janvier 2014, Anikka remporte les prix de toutes les catégories pour lesquelles il est nommé lors de la 31e cérémonie des AVN Awards,.

### Distribution
- Scène 1 : Anikka Albrite, Manuel Ferrara, Riley Reid
- Scène 2 : Anikka Albrite, Mick Blue
- Scène 3 : Anikka Albrite, Jon Jon, Prince Yahshua
- Scène 4 : Anikka Albrite
- Scène 5 : Anikka Albrite, James Deen, Ramon Nomar

### Récompenses et nominations
| Année | Cérémonie  | Résultat   | Prix                                       | Récipiendaires                            |
| ----- | ---------- | ---------- | ------------------------------------------ | ----------------------------------------- |
| 2014  | AVN Award  | Lauréat    | Best Anal Sex Scene                        | Anikka Albrite et Mick Blue               |
| 2014  | AVN Award  | Lauréat    | Best Director – Non-Feature                | Mason                                     |
| 2014  | AVN Award  | Lauréat    | Best Star Showcase                         | NC                                        |
| 2014  | AVN Award  | Lauréat    | Best Tease Performance                     | Anikka Albrite                            |
| 2014  | AVN Award  | Lauréat    | Best Three-Way Sex Scene – Boy/Boy/Girl    | Anikka Albrite, James Deen et Ramon Nomar |
| 2014  | XBIZ Award | Nomination | Gonzo Release of the Year                  | NC                                        |
| 2014  | XBIZ Award | Nomination | Director of the Year – Non-Feature Release | Mason                                     |
| 2014  | XBIZ Award | Nomination | Best Scene – Non-Feature Release           | Anikka Albrite and Mick Blue              |
| 2014  | XRCO Award | Nomination | Best Gonzo Movie                           | NC                                        |

## Anikka 2
Pour plus de détails, voir Fiche technique et Distribution
Anikka 2 sort en vidéo à la demande le 29 septembre 2014 et en DVD le 15 octobre 2014,. Albrite y joue sa première scène de double pénétration (avec Erik Everhard et Mick Blue) ainsi que sa première scène de sexe anal interracial (avec Mandingo),.
En 2015, le film remporte trois de ses quatre nominations aux 32e AVN Awards. Anikka 2 est aussi nommé à un XBIZ Award et un XRCO Award, mais il ne remporte aucun de ces deux prix,.

### Distribution
- Scène 1 : Anikka Albrite, A.J. Applegate, Manuel Ferrara
- Scène 2 : Anikka Albrite, Mandingo
- Scène 3 : Anikka Albrite, Dani Daniels, Karlie Montana
- Scène 4 : Anikka Albrite, Erik Everhard, Mick Blue

### Récompenses et nominations
| Années | Prix       | Résultat   | Catégorie                         | Récipiendaires                                 |
| ------ | ---------- | ---------- | --------------------------------- | ---------------------------------------------- |
| 2015   | AVN Award  | Lauréat    | Best All-Girl Group Sex Scene     | Anikka Albrite, Dani Daniels et Karlie Montana |
| 2015   | AVN Award  | Lauréat    | Best Double Penetration Sex Scene | Anikka Albrite, Erik Everhard et Mick Blue     |
| 2015   | AVN Award  | Lauréat    | Best Solo/Tease Performance       | Anikka Albrite, Dani Daniels et Karlie Montana |
| 2015   | AVN Award  | Nomination | Best Star Showcase                | NC                                             |
| 2015   | XBIZ Award | Nomination | All-Sex Release of the Year       | NC                                             |
| 2015   | XRCO Award | Nomination | Best Gonzo Movie                  | NC                                             |